# Acciaiatura
L'acciaiatura è un processo elettrolitico per mezzo del quale si ricopre un oggetto con uno strato superficiale di ferro puro per conferirgli maggiore resistenza al deterioramento. È una forma di galvanizzazione.

## Usi
L'acciaiatura trova impiego nelle tecniche incisorie (ad esempio: acquaforte, acquatinta o puntasecca): ricoprendo le lastre di rame utilizzate per l'incisione con l'acciaio si previene l'usura delle lastre, in modo da evitare che con il tempo le stampe si deteriorino.
L'acciaiatura viene inoltre svolta in ambito discografico per la creazione di matrici e in ambito meccanico per la produzione di forme per lo stampaggio.

## Processo Meidinger
Per realizzare l'acciaiatura di lastre in rame, si svolgono le seguenti operazioni:
- si pulisce la lastra con benzina, potassa caustica e una soluzione di acido solforico diluito;
- si immerge la lastra in una soluzione acquosa di solfato di ferro ammoniacale e cloruro di ammonio;
- si collega la lastra di rame al catodo, mentre all'anodo si collega una lastra di ferro.

La corrente (che viene fornita dall'esterno) permetterà la formazione di uno strato di ferro sulla lastra di rame.